# دحل أبو سديرة
دحل أبو سديرة أو نضو أبو سديرة هو أحد الدحول الواقعة جنوب الصمان في المنطقة الشرقية في السعودية.